# Steve Cherundolo
Steven „Steve” Cherundolo (ur. 19 lutego 1979 w Rockford) – amerykański piłkarz występujący na pozycji obrońcy, trener piłkarski.